# Миндру Микола Георгійович
Микола Георгійович Миндру (15 лютого 1928, село Ташбунар румунського жудеця Ізмаїл, тепер село Кам'янка Ізмаїльського району Одеської області — 7 лютого 2002, село Кам'янка Ізмаїльського району Одеської області) — передовик радянського сільського господарства, голова колгоспу «Прогрес» Ізмаїльського району Одеської області. Депутат Ради Союзу Верховної Ради СРСР 11-го скликання (1984—1989) від Одеської області. Герой Соціалістичної Праці (23.06.1966).

## Біографія
Народився у багатодітній бідній селянській родині Георгія Друмова. Рано осиротів (мати померла через тиждень після пологів), виховувався у прийомних батьків, які й дали йому прізвище Миндру. До 1940 року закінчив чотири класи сільської школи. Працював у сільському господарстві.
У 1946 році закінчив фабрично-заводське училище. Деякий час працював на рудниках у місті Кривому Розі, але незабаром повернувся в Ізмаїльську область, де працював у колгоспі імені Жукова Болградського району конюхом та бригадиром рільничої бригади.
З 1949 року навчався в Ізмаїльській середній сільськогосподарській школі з підготовки керівних кадрів, яку закінчив у 1952 році і отримав диплом агронома.
Член КПРС з 1952 року.
У 1952—1953 роках — інструктор Болградського районного комітету КПУ Ізмаїльської області.
У 1953—1958 роках — секретар партійної організації і заступник голови колгоспу, а у 1958—1989 роках — голова колгоспу «Прогрес» села Кам'янки Ізмаїльського району Одеської області. При ньому колгосп отримав звання мільйонера, став одним з кращих господарств в СРСР.
У 1970 році без відриву від виробництва закінчив Одеський сільськогосподарський інститут.
У 1989 році створив сільськогосподарський кооператив, а у 1990 році — асоціацію сільськогосподарських підприємств «Прогрес» села Кам'янки Ізмаїльського району Одеської області, яку очолював до смерті у 2002 році.
У рідному селі Кам'янці встановлено погруддя Миколи Миндру.

## Нагороди
- Герой Соціалістичної Праці (23.06.1966)
- орден Леніна (23.06.1966)
- орден Жовтневої Революції (1977)
- орден Трудового Червоного Прапора (1970)
- орден Дружби народів (1980)
- медалі